# Coup De Grace
Coup De Grace – album Orange Goblin wydany wiosną 2002 roku przez wytwórnie Rise Above Records (w Wielkiej Brytanii) i The Music Cartel (w USA).

## Charakterystyka albumu
Czwarty studyjny album stonermetalowego zespołu. Szybki, energetyczny stoner rock, będący kontynuacją i rozwinięciem Płyty Time Travelling Blues. Aranżacje są tu mocniejsze, bardziej bezkompromisowe. Gitarzyści grają na lekkich przesterach typu distortion. Perkusja uległa uproszczeniu, w porównaniu z płytami poprzednimi, jest bardziej punkowa. Album to przedsmak i zapowiedź Coup De Grace. Sześć równych krótkich, utworów, bez zbędnych komplikacji i eksperymentów z efektami gitarowymi. Wokal Bena jest bardziej drapieżny, bardziej punckrokowy z chrypką w stylu Lemmy’ego.
Typowe dla albumu, mocne, szybkie, stonermetalowe piosenki o typowym dla Orange Goblin brzmieniu. Utwory bez zastosowania specjalnych efektów gitarowych: Your World Will Hate This, Monkey Panic, Red Web, który rozpoczynające się samplem, brzmiącym jak krótkofalówka i Jesus Beater z nosowym wysokim wokalem.
Nie brakuje także lekkich udziwnień i zaskakujących wątków. Made of Rats z lekko punkowy wokal, kojarzący się z Danzig'iem. Aranżacja będąca połączeniem motorowego bluesa i metalowych riffów. W trakcie następuje spokojny przerywnik w stylu południowym, grany przy użyciu gitarowych efektów. Pojawia się kobiecy wokal, przeplatany z melorecytacją Bena. Przykładem może tu też być Rage of Angels. Utwór rozpoczyna sampel przypominający dialog wycięty z filmu. W momentach, gdy wokalista śpiewa zwrotki, milknie gitara, a gra tylko sekcja rytmiczna. Mniej więcej w połowie utworu muzyka staje się, na chwilę, spokojniejsza, jej klimat nawiązuje do pierwszej płyty zespołu, gitarzysta gra używając wah-wah. Getting High On The Bad Times, piosenka zaaranżowana podobnie do Made of Rats, przechodzi w styl amerykańskiego stoner rocka w stylu Monster Magnet. Następnie powraca temat główny. Born With Big Hands to skandowana stoner rockowa piosenka. Występuje tu wiele zmian tępa. Całość, utrzymana w stylu Monkey Panic, miejscami przypomina Monster Magnet. Ostatni utwór na płycie, Stinkin' O' Gin, ma zaskakujący początek. Jest to akustyczny slide blues. Końcówka lekko psychodeliczna z wokalnymi recytacjami.
Pojawiają się także klasycznie, w stylu Orange Goblin, zaaranżowane piosenki. Whiskey Leech to klasyk w stylu Time Travelling Blues, gitarzysta używa kaczki. Graviton – spokojny instrumentalny utwór, zagrany na gitarze akustycznej i elektrycznej. Utwór przypomina utwór instrumentalny z Frequencies From Planet Ten.
We Bite to utwór będący przeróbką piosenki legendarnego zespołu Misfits. Utwór jest bardzo podobny do oryginału.
Okładka płyty stylizowana jest na okładkę amerykańskiego komiksu. Grafika nawiązuje do serii Tales From The Crypt.

## Lista utworów
1. Your World Will Hate This
2. Monkey Panic
3. Rage of Angels
4. Made of Rats
5. Whiskey Leech
6. Getting High on the Bad Times
7. Graviton
8. Red Web
9. Born With Big Hands
10. Jesus Beater
11. We Bite (Misfits cover)
12. Stinkin' O' Gin

## Wykonawcy
- Joe Horae – gitara
- Martyn Millard – gitara basowa
- Pete O’Malley – gitara
- Chris Turner – perkusja
- Ben Ward – wokal
- John Garcia (z Kyuss) – wokal, gościnnie na Made of Rats i Jesus Beater.